# Cap Kumukahi
Le cap Kumukahi, en anglais Kumukahi Cape, est un cap des États-Unis situé à Hawaï où il forme l'extrémité orientale de l'île et de l'archipel du même nom. Il constitue l'extrémité orientale du rift Est du Kīlauea qui se prolonge sous la mer au-delà du cap via l'arête de Puna.
Juste en retrait du cap se trouve le phare du cap Kumukahi.

Carte de l'île d'Hawaï avec le cap Kumukahi à l'est.

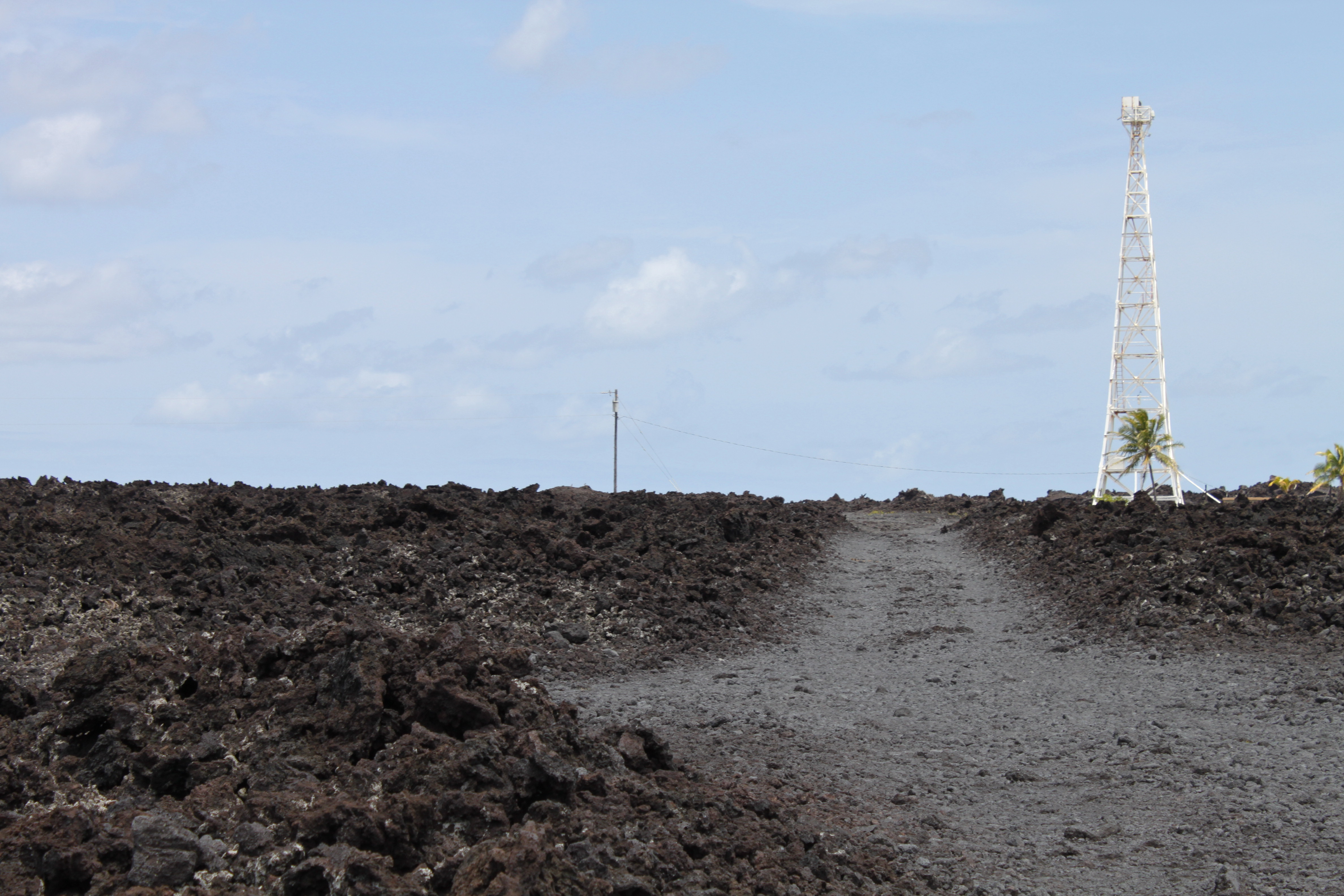
Vue du phare du cap Kumukahi entouré par la lave en 2010.